# カプリン酸
カプリン酸（カプリンさん、capric acid）は、化学式が CH3(CH2)8C(=O)OH で表される、脂肪酸の一種である。IUPAC系統名はデカン酸 (decanoic acid) である。
有機合成や、香料、潤滑剤、グリース、ゴム、染料、合成繊維、食品添加物、医薬品など各種化学工業で用いられる。

## 医薬品
カプリン酸の塩やエステルは様々な薬に使われている。カプリン酸は脂肪酸であるため、ある薬剤をその塩・エステルとすれば脂溶性が増し、脂肪組織への親和性が高くなる。薬品の脂肪組織中からの浸出は普通あまり速くないため、カプリン酸を使うことで長期作用性の注射薬（蓄積注射、depot injection）を作ることができる。例としてナンドロロン、フルフェナジン、ブロムペリドール、ハロペリドールが挙げられる。

## 多く含む食品
- ココナッツオイル
- バター